# Páramo (Vegetation)

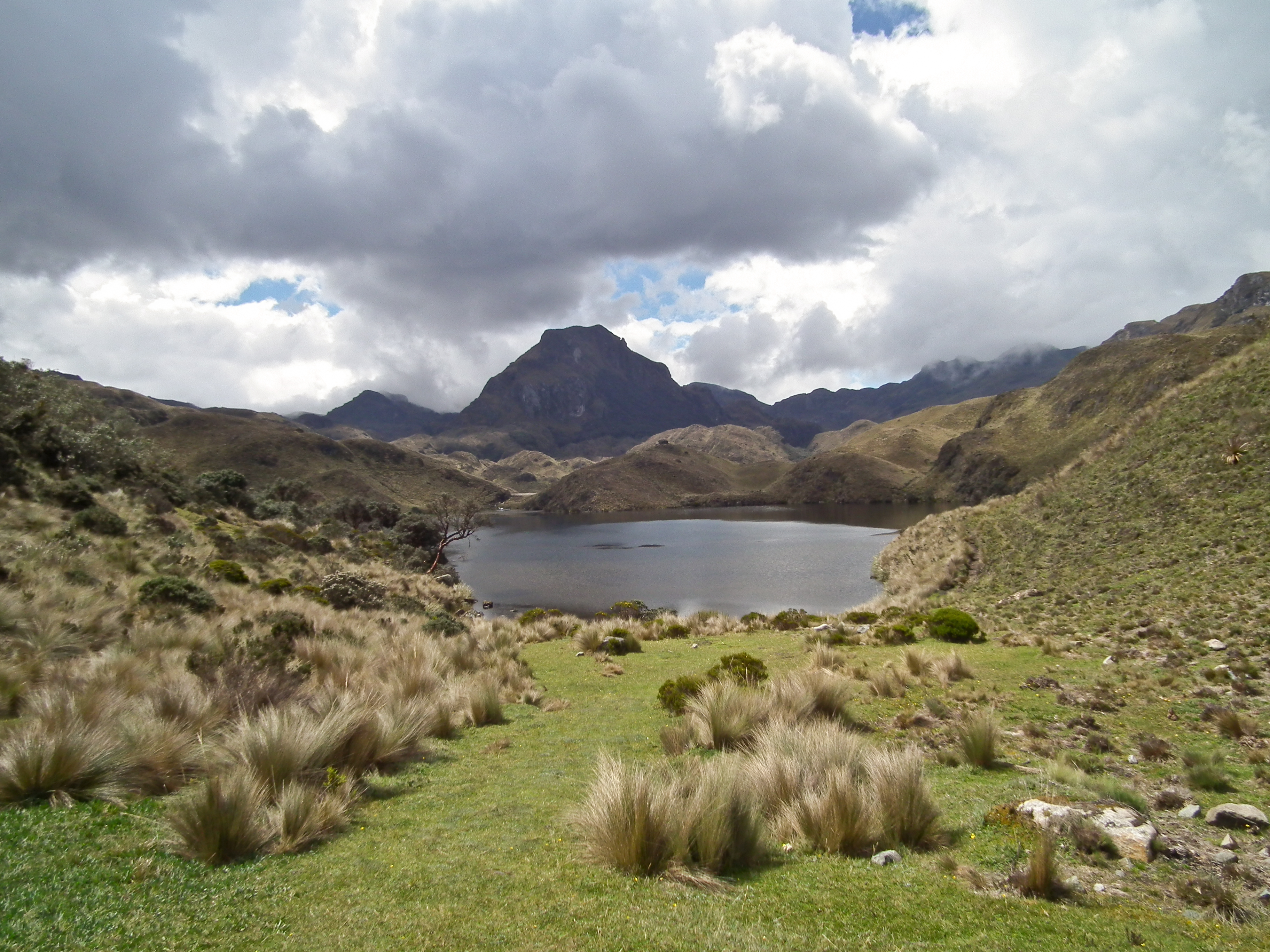
Páramo im ecuadorianischen Nationalpark Cajas

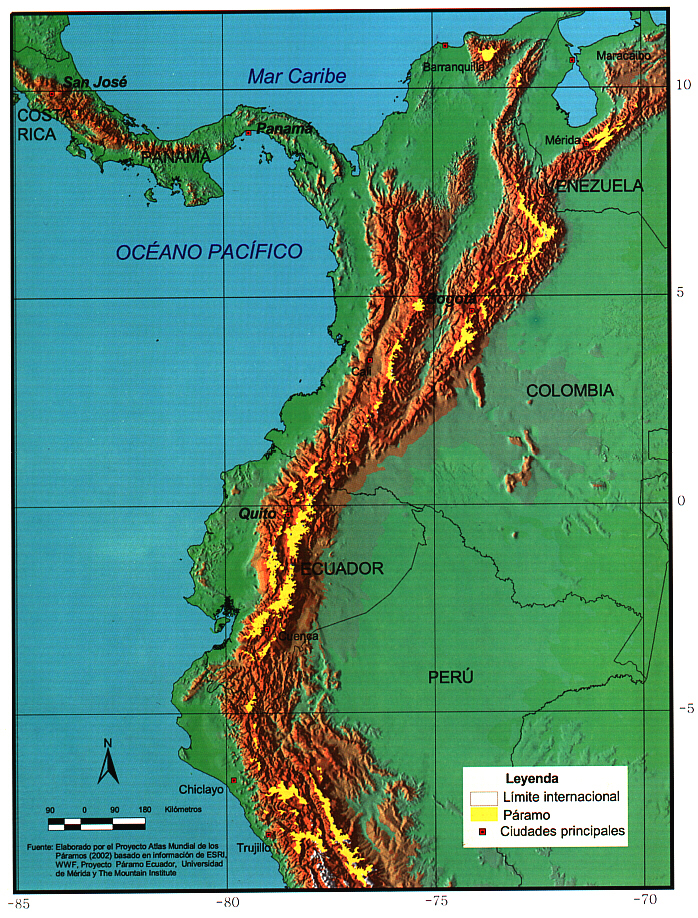
Verbreitung des Páramo (gelb)

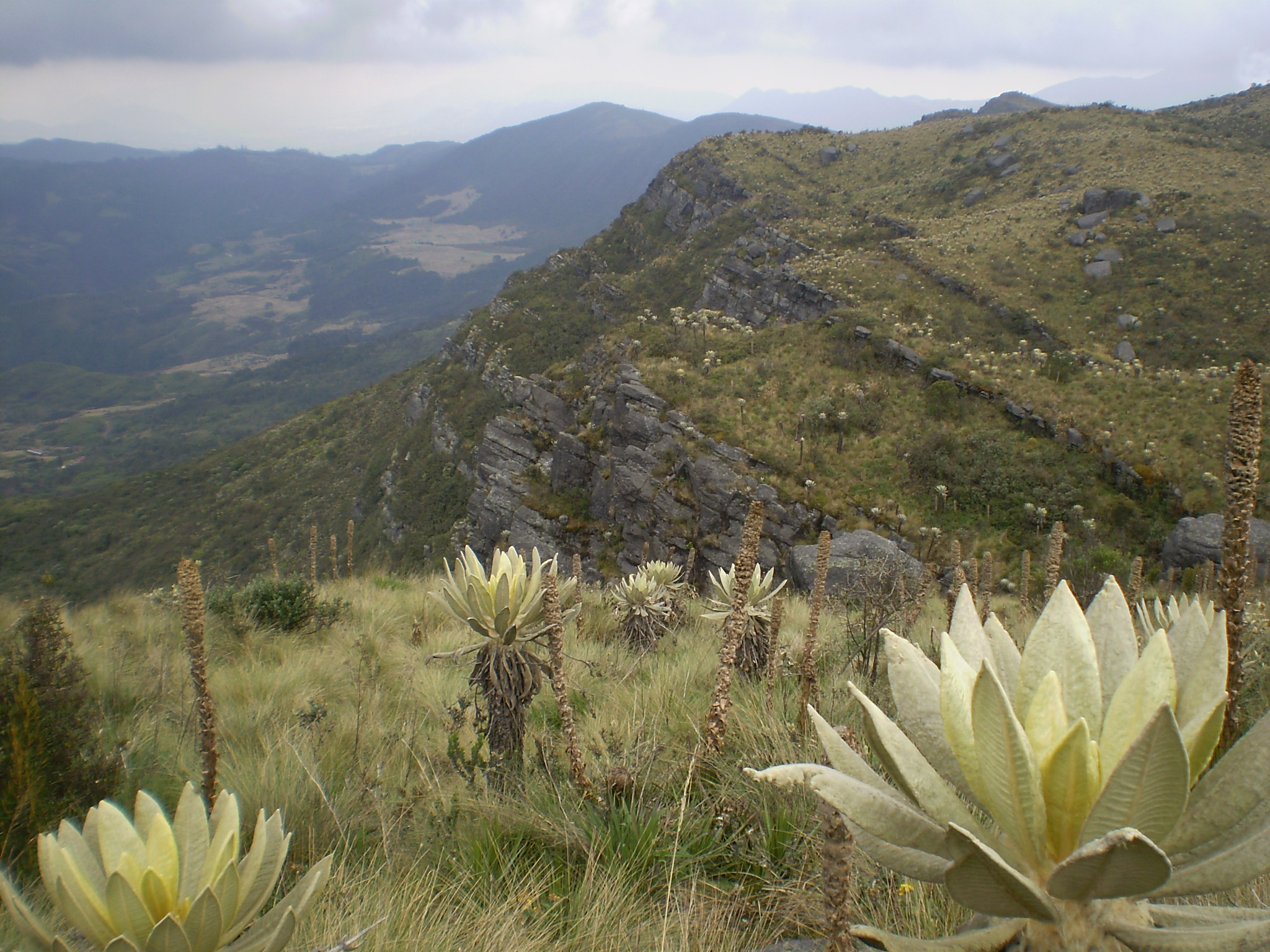
Rosettenstauden im Páramo de Guerrero (Cogua, Kolumbien)

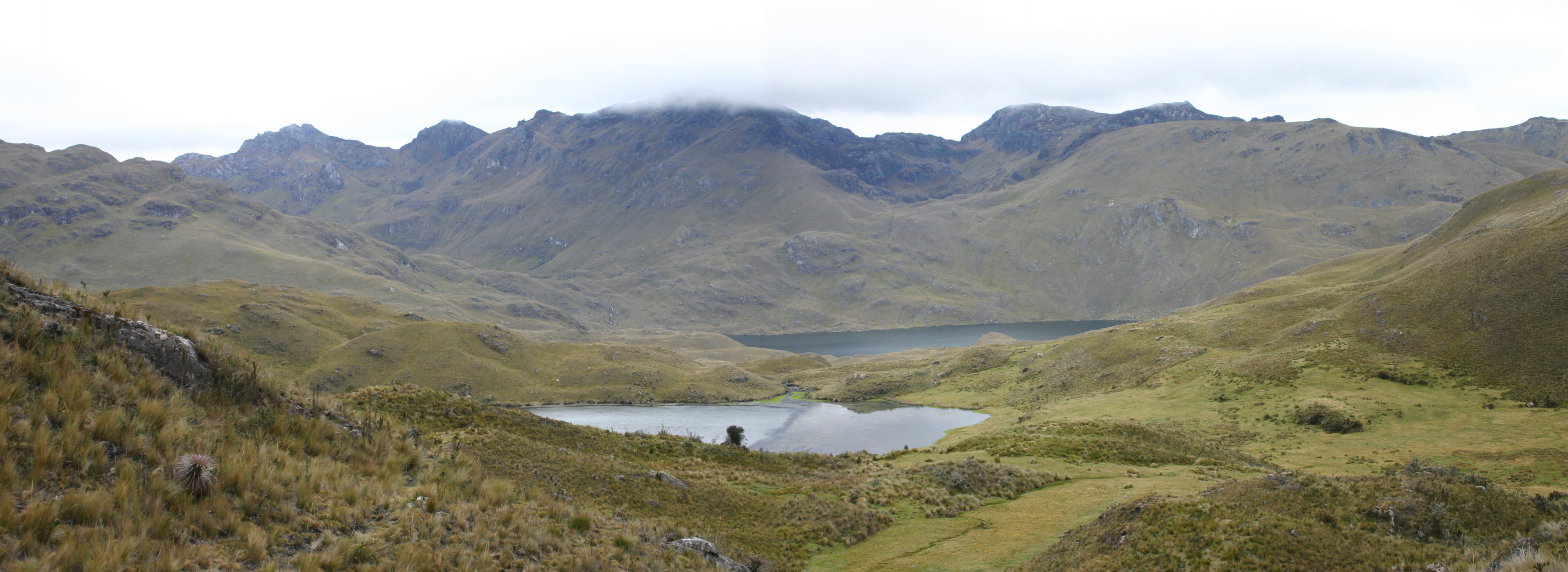
Páramo in Ecuador

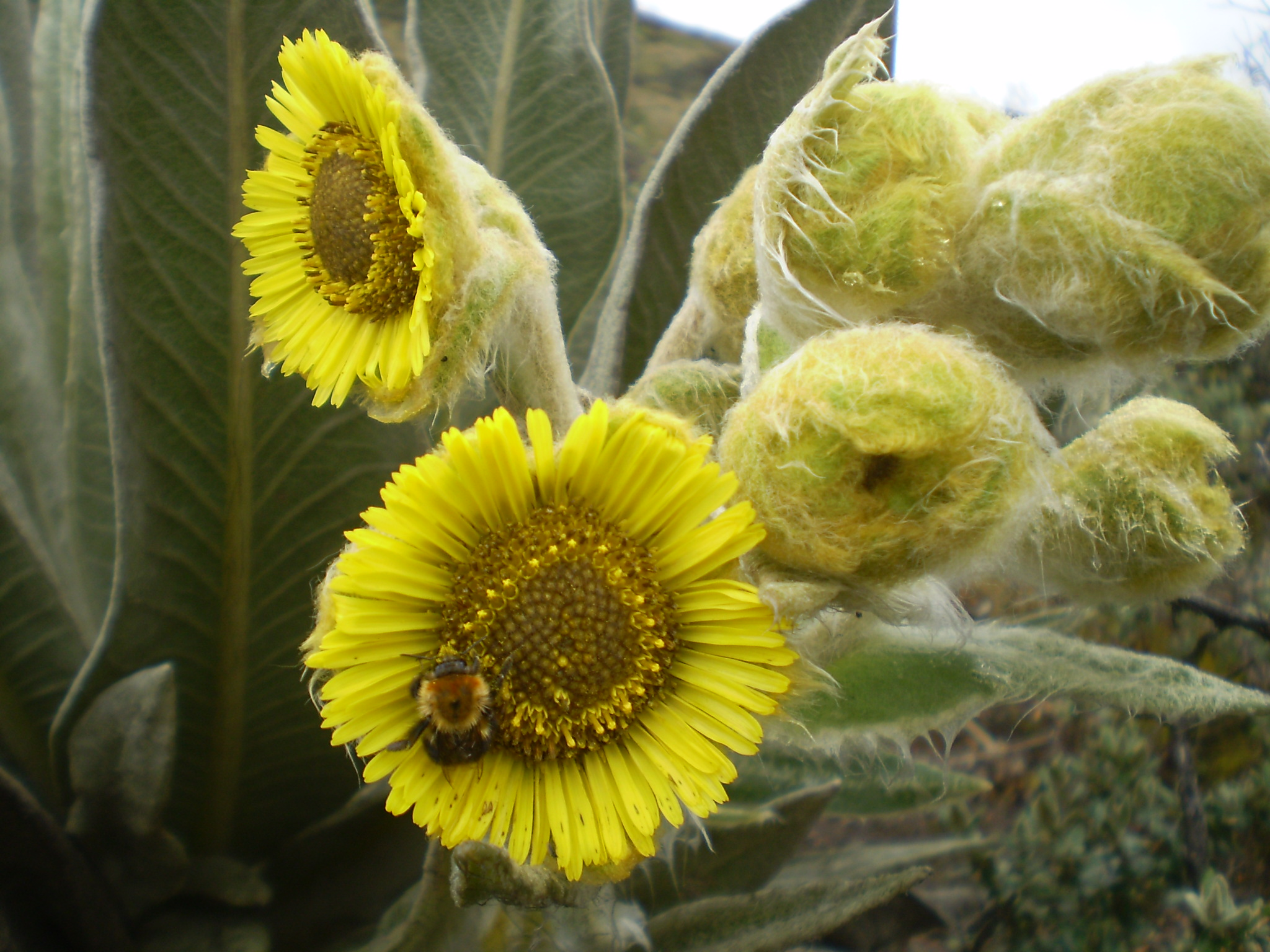
Blühende Espeletia im Páramo de Guerrero (Cogua, Kolumbien), in Höhe

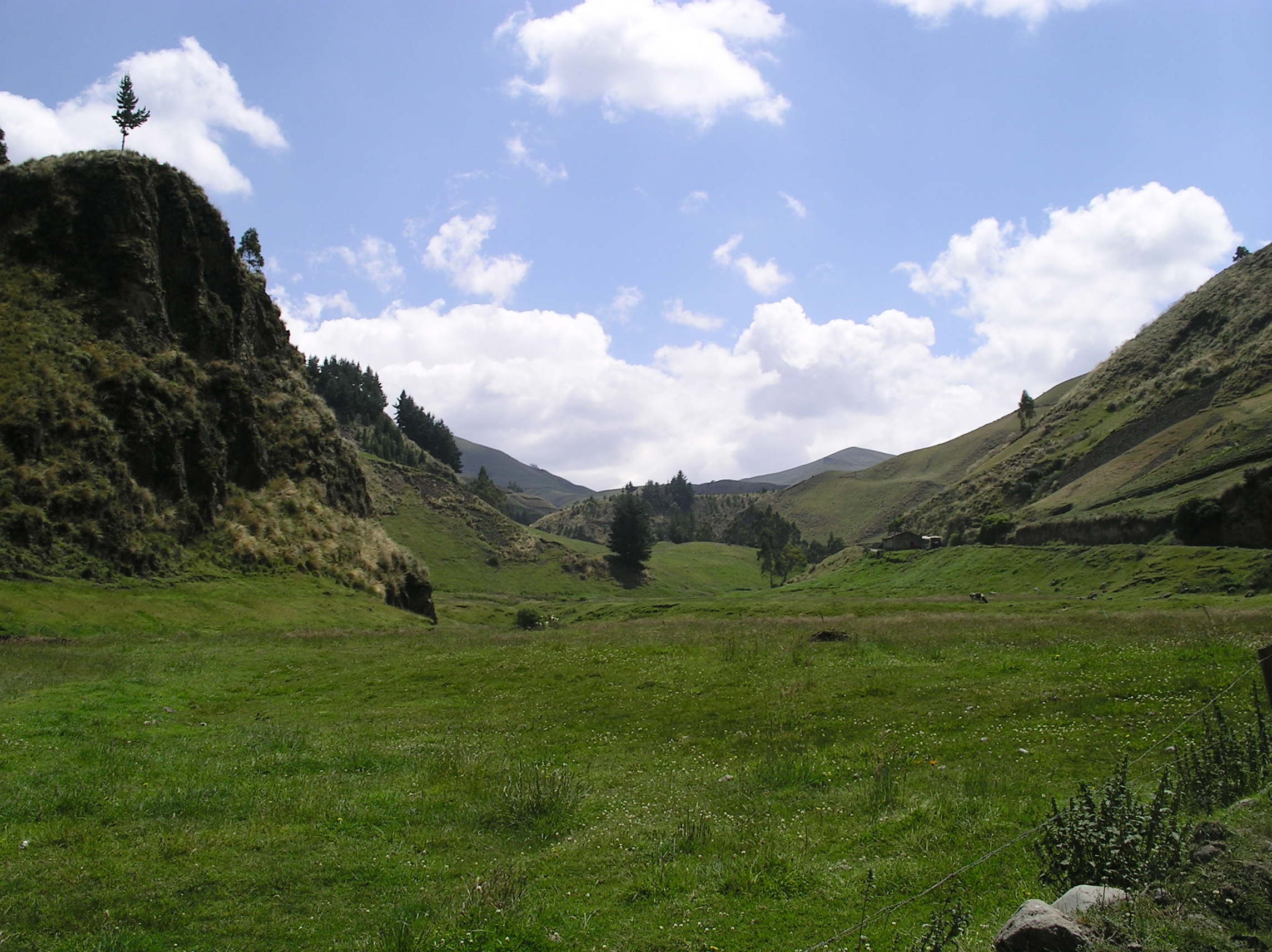
Páramo bei Ambato, Ecuador

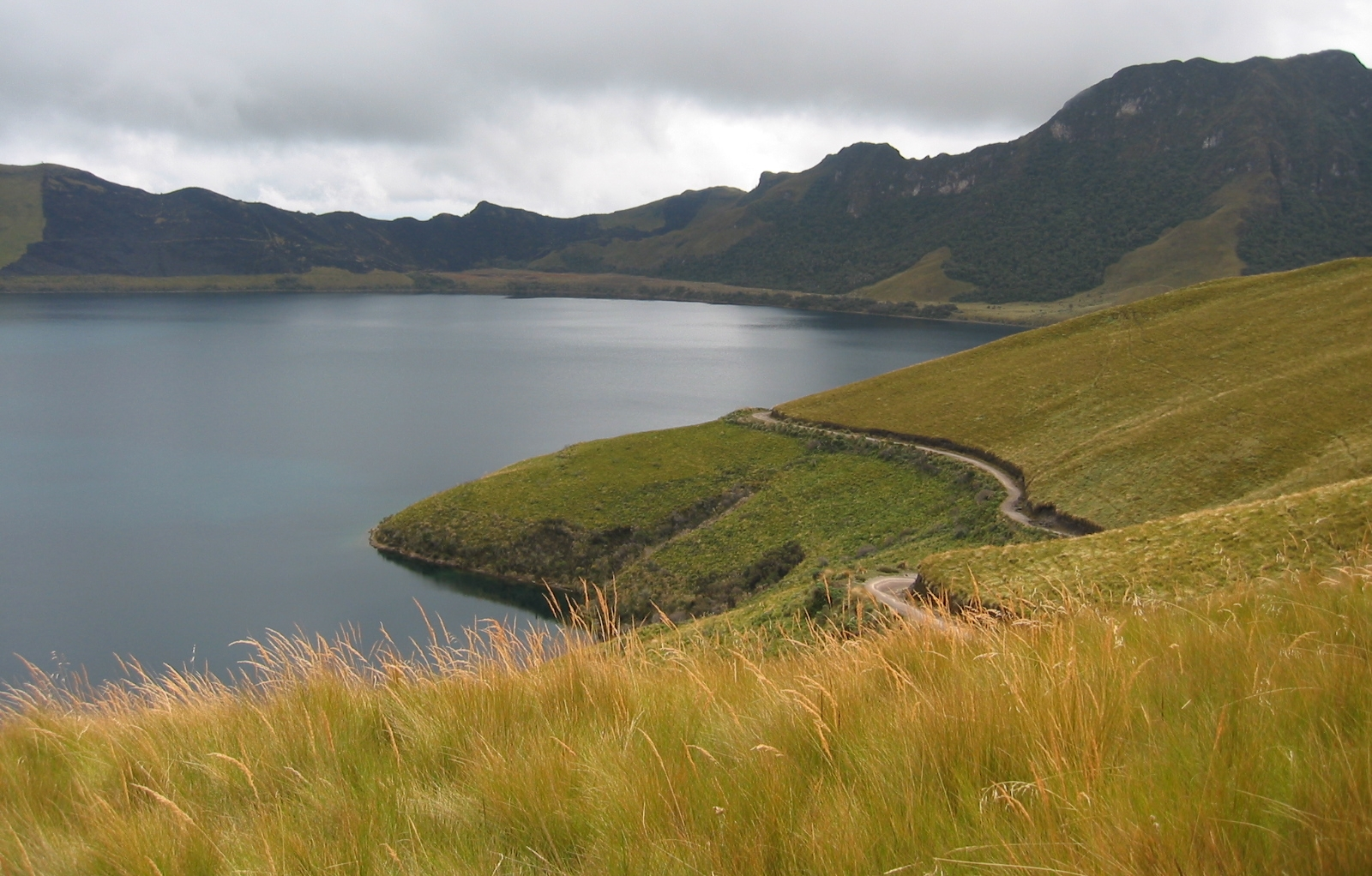
Páramo mit Kratersee auf dem Schichtvulkan Mojanda

Der Páramo (altspanisch: „schlechtes, baumfreies Land“) ist eine Vegetationsform der baumlosen, alpinen Hochlandsteppen feuchttropisch-äquatorialer Gebirge. Die Bezeichnung stammt aus den Anden Südamerikas, wird jedoch heute auch für die gleichartige Vegetation der Cordillera de Talamanca in Costa Rica und Panama, sowie darüber hinaus für ähnliche Pflanzenformationen der Gebirge Ostafrikas und Neuguineas verwendet. Die größten Páramo-Gebiete reichen von Kolumbien über Ecuador bis in den Norden Perus, wo sie oberhalb der Waldgrenze (Nebelwald) zwischen ca. 3500 und 4500 m (bis maximal 5100 m) Höhe in feuchtem Klima vorkommen. Ähnliche Höhen gelten für den gesamten Tropengürtel.
Charakteristische Elemente sind hohe Horstgräser sowie Schopfrosetten mit einer enormen Zahl von Blättern auf einem dicken, schwarzen Humus mit einem pH-Wert von 3,8 bis 4,0. Das Pflanzenwachstum vollzieht sich langsam, aber stetig und führt zu einem hohen Alter der Páramo-Pflanzen. Landwirtschaft ist nur noch in Form von Weidewirtschaft mit Lamas und Alpakas in Südamerika bzw. Schafen und Ziegen in Afrika möglich. Einige Autoren nehmen an, dass die Páramo-Grasländer erst durch die vom Menschen eingeleitete, jahrhundertelange Beweidung entstanden und somit ein anthropogenes Biom darstellen.
Im Gegensatz zur südlich (ab etwa 15° südlicher Breite) anschließenden Puna-Gebirgssteppe ist der Páramo nicht durch jahreszeitliche Klimaschwankungen gekennzeichnet, sondern durch Tagesschwankungen: So schwanken die Temperaturen von rund 8 °C am Tag zu −3 °C in der Nacht über das ganze Jahr recht konstant und werden von einem schnellen Wetterwechsel begleitet. Mit durchschnittlich 1000 bis 2000 mm Jahresniederschlag und rund 75 % relativer Luftfeuchtigkeit sowie häufigem Nebel handelt es sich um ein humides Feuchtklima. In den höchsten Lagen der Anden ist der Boden unterhalb von 20 cm Tiefe dauerhaft gefroren.

## Differenzierung
Einige Vegetationskundler unterscheiden zwischen dem Subpáramo, Páramo und Superpáramo.

### Subpáramo
Der Subpáramo bildet den Übergang zwischen montanen Wäldern und dem alpinen Páramo. Im Subpáramo – der feuchttropischen Krummholzzone – gedeihen noch bis zu 3 m hohe Sträucher.

### Páramo
Sträucher treten zurück, oder sind nur noch in Krüppelformen anzutreffen. Farne und mehrjährige Kräuter treten in den Vordergrund. Auffällig sind aber auch übermannshohe Pflanzen aus verschiedenen Familien wie den Korbblütlern (Asteraceae), den Glockenblumengewächsen (Campanulaceae) und den Bromeliengewächsen (Bromeliaceae). Die prägenden Lebensformen sind Schopfbäume und Schopfrosette (z. B. Espeletia, „frailejones“).

### Superpáramo
Fast ausschließlicher Bewuchs durch Bodendecker verschiedener systematischer Zugehörigkeit kennzeichnet den Übergang vom Páramo zur Frostschuttzone, vor allem aber Flechten und Moose. Diese bodendeckenden Pflanzen haben die Fähigkeit, große Mengen von Wasser zu speichern.

## Fauna
Die Tierwelt des Páramo ist relativ artenarm und nimmt mit zunehmender Höhe ab. Unter den Säugetieren sind vor allem der Brillenbär, die Lamas, das Opossum und der Hase bekannt; unter den Vögeln reicht die Spanne von verschiedenen Kolibriarten bis zum Kondor. Obwohl die Páramos relativ kalt sind, gibt es hier auch eine Reihe von kleinen Fröschen, die sich ohne ein im Wasser frei schwimmendes Larvenstadium direkt im Ei entwickeln, darunter Arten der Gattungen Bryophryne, Phrynopus, Noblella, Psychrophrynella und Lynchius.

## Nutzung
Die landwirtschaftliche Nutzung der Páramostufe beschränkt sich auf Kartoffelanbau und extensive Fernweidewirtschaft mit Rindern, die der Transhumanz aus der alten Welt sehr ähnlich ist. Häufig werden die Flächen ein Jahr lang intensiv bestellt, bevor sie dann zur Bodenerholung mehrere Jahre lang als Weide genutzt werden. Insbesondere in der Nähe von Städten wächst die Nachfrage nach Milchprodukten, sodass die Hochweidewirtschaft (vor allem in Ecuador) an Bedeutung gewonnen hat.

## Umweltpolitische Bedeutung
Da die Vegetation des Páramos sehr viel Wasser aufnehmen und halten kann, stellt er ein wichtiges natürliches Wasserreservoir dar, das auch noch in langen Trockenzeiten Quellen speist. Aus diesem Grund ist der Páramo in vielen Gegenden unter Naturschutz gestellt. So bedroht das Vordringen von Landwirtschaft und Viehzucht sowie die Ausbeutung von Rohstoffen (Gold, Kohle, Erze) die Trinkwasserversorgung der naheliegenden Orte und Städte, eine Situation, die in allen Ländern in jüngster Zeit zu immer mehr Konflikten führt.